# Stanisław Tarasiewicz
Stanisław Tarasiewicz (lit. Stanislav Tarasevič; ur. 25 maja 1966 w rejonie wileńskim) – polski dziennikarz i działacz mniejszości polskiej na Litwie, jeden z publicystów „Kuriera Wileńskiego”, twórca portalu Internetowego „Infopol”. 

## Życiorys
W 1983 ukończył szkołę średnią im. Stanisława Moniuszki w Kowalczukach. W 1988 rozpoczął pracę w kolejnictwie, m.in. jako pomocnik maszynisty. W tym samym roku ukończył również zawodową szkołę kolejarską w Wilnie. W latach 1989–1994 uzyskał wykształcenie historyczne na Uniwersytecie Marii Curie-Skłodowskiej w Lublinie. Po powrocie do kraju pracował jako dziennikarz w pismach „Słowo Wileńskie” (1994–1996), „Gazeta Wileńska” (1998–2000) i „Kurier Wileński”. Odbył staże w prasie zagranicznej: w polskiej „Rzeczypospolitej” (1995) i w szwedzkim wydawnictwie regionalnym (2000). W latach 1996–1998 pracował poza dziennikarstwem. Od 2000 zatrudniony w charakterze sekretarza posła na Sejm Republiki Litewskiej. Udzielał się w Związku Liberałów i Centrum (LiCS), wraz z Aleksandrem Radczenką działał w jego organizacji młodzieżowej pod nazwą „ProLibera” skupiającej mniejszość polską. 
Wielokrotnie kandydował w wyborach z listy Związku Liberałów i Centrum. Po powstaniu Litewskiego Związku Wolności w 2014 został szefem jego oddziału w rejonie wileńskim. W styczniu 2019 ogłosił start na radnego rejonu wileńskiego z listy Litewskiej Socjaldemokratycznej Partii Pracy. 
W 2007 został założycielem polskojęzycznego portalu na Litwie pod nazwą „Infopol”, który przestał funkcjonować po paru latach. 
Żonaty, ma trzech synów. Obecnie mieszka w Wielkiej Brytanii. 